# إيرين باباس
إيرين باباس (باليونانية:Ειρήνη Παππά) (مواليد 3 سبتمبر 1929 - 14 سبتمبر 2022) ممثلة ومغنية يونانية عالمية. مثّلت في أكثر من 70 فيلما خلال خمسين سنة من مسيرتها المهنية.
أدّت إيرين دور «هند بنت عتبة» في النسخة العالمية من فيلم الرسالة في مقابل النسخة العربية التي أدّت الدور فيها منى واصف. كما اشتركت في فيلم أسد الصحراء والذي يروي قصة عمر المختار حيث أدت دور «مبروكة». أخرج الفيلمين مصطفى العقاد.

## السيرة الذاتية
ولدت سنة 1926 باليونان وفي بداية مراهقتها بدأت تتعرف على الفن والتمثيل والأدب، ورغم صغر سنها كانت تذهل من حولها. في منتصف الثلاثينيات انتقلت باباس لمدرسة المواهب وانخرطت في قسم الفن، ثم بدأت تؤدي أدوارًا في المسرح لمؤسسة تعلمية في اليونان وكانت من أكثر المشاركين في البرامج التلفزيونية. فيما بعد اكتشفت موهبتها في الغناء وقررت المشاركة في المسابقات الغنائية رغم رفض عائلتها، لكنها أصرت وغيرت اسمها من إيرين ليليكو إلى إيرين باباس واشتهرت به منذ ذلك الوقت. حصلت على المرتبة الأولى في المسابقة المذكورة.
كانت انطلاقتها في اليونان وهي البداية الأصلية لها سنة 1940 باليونان وكانت لها حفلات متعددة وكثيرة في مسقط رأسها وبعد ذلك انتقلت إلى العالمية وذلك سنة 1941 وكانت سفيرة النوايا الحسنة إلى الولايات المتحدة للدفاع عن حقوق الفقراء والمرأة في مطالع الأربعينيات. كان لها أعمال سينمائية يونانية وعالمية متعددة في الأربعينيات والخمسينيات والستينيات ثم قل نشاطها في التمثيل في السبعينيات والثمانينيات وبعد مدة عادت إلى الغناء مرة أخرى.

## روابط خارجية
- إيرين باباس على موقع IMDb (الإنجليزية)
- إيرين باباس على موقع روتن توميتوز (الإنجليزية)
- إيرين باباس على موقع ألو سيني (الفرنسية)
- إيرين باباس على موقع ميوزك برينز (الإنجليزية)
- إيرين باباس على موقع تيرنر كلاسيك موفيز (الإنجليزية)
- إيرين باباس على موقع أول موفي (الإنجليزية)
- إيرين باباس على موقع قاعدة بيانات برودواي على الإنترنت (الإنجليزية)
- إيرين باباس على موقع قاعدة بيانات الأفلام السويدية (السويدية)
- إيرين باباس على موقع إن إن دي بي (الإنجليزية)
- إيرين باباس على موقع أول ميوزيك (الإنجليزية)